# Orthostoma
Orthostoma is een kevergeslacht uit de familie van de boktorren (Cerambycidae). De wetenschappelijke naam van het geslacht werd voor het eerst geldig gepubliceerd in 1830 door Lacordaire.

## Soorten
Orthostoma omvat de volgende soorten:
- Orthostoma abdominale (Gyllenhal, 1817)
- Orthostoma chryseis (Bates, 1870)
- Orthostoma vittata (Aurivillius, 1910)